# Kosovaars-Nederlandse betrekkingen

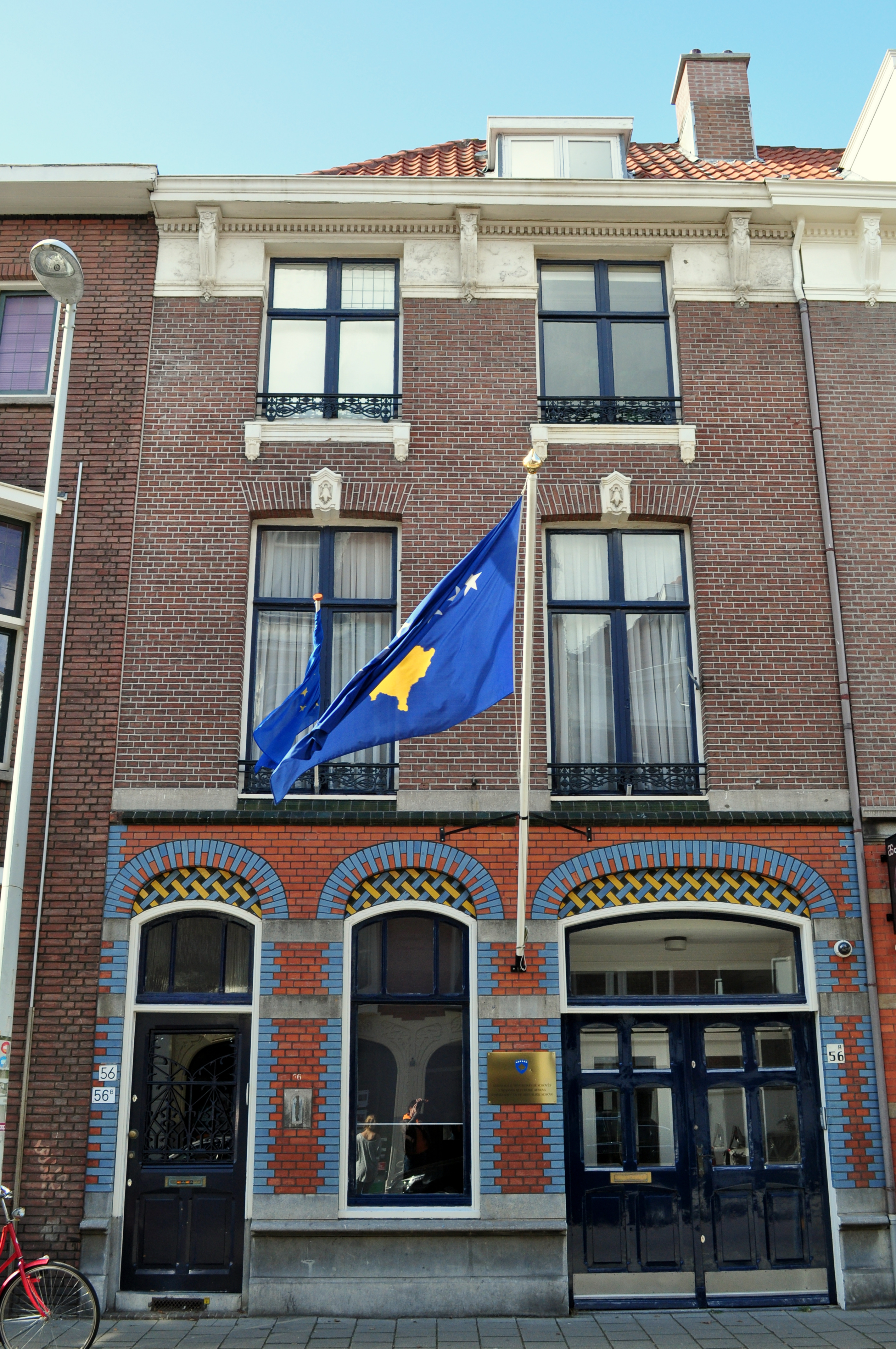
De Kosovaarse ambassade in Den Haag

De betrekkingen tussen Nederland en Kosovo begonnen op 4 maart 2008 toen Nederland Kosovo officieel erkende, nadat Kosovo zich had afgescheiden van Servië op 17 februari 2008. Een dag daarvoor was de Nederlander Pieter Feith nog benoemd als speciale EU-gezant voor Kosovo. De reden dat Nederland niet meteen overging tot erkenning was dat het zeker wilde weten dat de grondwet voldoende waarborg bood voor Servische en andere minderheden, en hun culturele en religieuze erfgoed. Maar een achterliggende reden was ook dat de Nederlandse regering directe erkenning als een te demonstratieve actie voor onafhankelijkheid beschouwde. Op 20 maart 2008 besloot de Nederlandse regering om deel te nemen aan EULEX, een EU-missie om de stabiliteit van Kosovo te waarborgen. Nederland heeft sinds 27 juni 2008 een ambassade in Pristina.

## Landenvergelijking
|                  | Kosovo                                   | Nederland                              |
| ---------------- | ---------------------------------------- | -------------------------------------- |
| Bevolking        | 1.932.774 (2020)                         | 17.280.397 (2020)                      |
| Oppervlakte      | 10.887 km²                               | 41.543 km²                             |
| Dichtheid        | 177,5/km² (2020)                         | 416/km² (2020)                         |
| Hoofdstad        | Pristina                                 | Amsterdam                              |
| Officiële talen  | Albanees                                 | Nederlands                             |
| Etnische groepen | 92% Albanezen, 5,3% Serven, 2.7% overige | Nederlanders (80,9%), overige (19,1%)  |
| BBP              | $6,452 miljard ($3.721 per persoon)      | $838,036 miljard ($49.756 per persoon) |